# François Sarda
François Sarda (Perpignan, 1929 - 21 juin 2005) est un avocat et homme politique français. Gaulliste de gauche, après avoir échoué aux élections législatives françaises de 1962, il est élu maire de Campôme de 1965 à 1983.
En tant qu'avocat, il participe à de nombreux procès à consonance politique, dont les suivants :
- 1956 : Affaire de l'Observatoire dans laquelle il défend François Mitterrand avec Roland Dumas ;
- 1968 : il défend l'UNEF et Daniel Cohn-Bendit ;
- 1989 : il assiste la veuve de Georges Besse dans le procès des assassins de son mari (« Action directe »).

Il a également écrit plusieurs livres.

### Œuvres
- F. Sarda, Le droit de vivre et le droit de mourir, Seuil, 1975
- F. Sarda, Les responsabilités des juridictions, PUF, coll. « Que sais-je ? », 1999
- F. Sarda, Les Arago : François et les Autres, Tallandier, 2002
- F. Sarda, Le Fléau de la balance, L'Archipel, 2005
- Plusieurs articles sur la famille Arago dans l'ouvrage collectif Nouveau Dictionnaire de Biographies Roussillonnaises 1789-2011, vol. 1 Pouvoirs et société, t. 1 (A-L), Perpignan, Publications de l'olivier, 2011